# Totale Institution
Der soziologische Begriff totale Institution bezeichnet Institutionsformen (Organisationsformen), die alle Lebensäußerungen eines sozialen Akteurs zu regeln und zu kontrollieren geeignet oder bestimmt sind, wie z. B. psychiatrische Kliniken, Gefängnisse, Schiffsbesatzungen, Klöster oder Zünfte in der Feudalgesellschaft. Erstmals verwendet wurde die Bezeichnung vom französischen Architekten Louis-Pierre Baltard (1764–1846). Weiter entwickelt wurde der Begriff von Erving Goffman.
Eng damit verbunden ist die Hyperinklusion, bei welcher eine Person ihre gesamte Lebensführung (zeitlich, sozial, ökonomisch, körperlich) auf ein gesellschaftliches Teilsystem ausrichtet. Folglich ist eine Teilhabe an anderen gesellschaftlichen Bereichen nicht mehr möglich.
Liegt hierbei eine Einbindung in eine einzige Institution vor, kann in der Soziologie ebenso eine Betrachtung als Totale Institution wie auch eine Betrachtung als Greedy Institution Anwendung finden. Möglich ist aber auch eine Einbindung in zwei Greedy Institutions zugleich, beispielsweise Familie und Militärdienst, woraus ein Spannungsverhältnis resultiert.

## Totale Institutionen bei Goffman
Nach Goffman ist die totale Institution eine Unterform des allgemeineren Begriffs „soziale Institution“, die er definiert als „Räume, Wohnungen, Gebäude oder Betriebe, in denen regelmäßig eine bestimmte Tätigkeit ausgeübt wird“. Sie können sich prinzipiell nach Kriterien, wie z. B. Zugänglichkeit, Zielsetzung und Umfassendheit unterscheiden. Die totale Institution bildet einen Extremfall auf letzterer Skala, da sie „durch Beschränkungen des sozialen Verkehrs mit der Außenwelt“ einen „allumfassenden oder totalen Charakter“ annimmt. Ein Fußballverein, ein Laboratorium und andere Institutionen der Freizeit oder der Arbeitswelt nehmen also jeweils nur einen Teil des Lebens ein, während ein Insasse in einer totalen Institution, wie einem Gefängnis oder einer geschlossenen Abteilung, seine gesamte Zeit dort verbringt.
Eine Totale Institution weist nach Goffman folgende Merkmale auf:
- Totale Institutionen sind allumfassend. Das Leben aller Mitglieder findet nur an dieser einzigen Stelle statt und sie sind einer einzigen zentralen Autorität unterworfen.
- Die Mitglieder der Institution führen ihre alltägliche Arbeit in unmittelbarer (formeller) Gesellschaft und (informaler) Gemeinschaft ihrer Schicksalsgefährten aus.
- Alle Tätigkeiten und sonstigen Lebensäußerungen sind exakt geplant und ihre Abfolge wird durch explizite Regeln und durch einen Stab von Funktionären vorgeschrieben.
- Die verschiedenen Tätigkeiten und Lebensäußerungen werden überwacht und sind in einem einzigen rationalen Plan vereinigt, der dazu dient, die offiziellen Ziele der Institution zu erreichen.

Mit dem Eintritt in die Institution wird der einzelne von der Gesellschaft isoliert und erfährt einen Bruch mit den früheren Rollen. Goffman spricht vom bürgerlichen Tod des Individuums und einer Diskulturation, die „[...] darin besteht, dass jemand gewisse, im weiteren Bereich der Gesellschaft erforderliche Gewohnheiten verliert oder sie nicht erwerben kann.“ Die demütigende, herabsetzende Behandlung sowie der auftretende Rollenverlust bewirken nach Goffman eine Beschränkung des Selbst.
Goffman geht auf die verschiedenen Formen der Aufnahmeprozedur ein, die den zukünftigen Insassen demütigen und ihn von seiner Freiheit und Würde entrechten. So tragen das Entkleiden, die Wegnahme des Eigentums und der Verlust des vollen Eigennamens oder der Ansprache beträchtlich zur Verstümmelung des Selbst bei. Hier betont Goffman die Wichtigkeit der Kleidung und anderer Habseligkeiten, die er als Identitätsausrüstung bezeichnet und die somit der Aufrechterhaltung der persönlichen Fassade dienen. Die Wegnahme dieser Identitätsausrüstung führt zu einer persönlichen Entstellung, weil dadurch das Individuum daran gehindert wird, anderen gegenüber sein Selbstbild zu präsentieren.
Das Verhalten der Insassen einer totalen Institution setzt sich nach Goffman aus einer Kombination von „sekundären Anpassungen, Konversion, Kolonisierung und Loyalität“ zusammen:
- Kolonisierung versteht er als Anpassung an die Welt der Institution: „Der Insasse nimmt den Ausschnitt der Außenwelt, den die Anstalt anbietet, für die ganze, und aus den maximalen Befriedigungen, die in der Anstalt erreichbar sind, wird eine stabile, relativ zufriedene Existenz aufgebaut.“ Ein kolonisierter Insasse versucht innerhalb der gegebenen beschränkten Möglichkeiten ein freies Gemeinschaftsleben zu gestalten.
- Bei der Konversion verinnerlicht der Insasse das amtliche Urteil über seine Person und spielt die Rolle eines perfekten Insassen. Die Haltung eines Konvertiten ist eher diszipliniert, moralistisch und monochrom.
- Weitere mögliche Anpassungsformen können die Einnahme eines kompromisslosen Standpunktes (Rebellion) oder der vollkommene Rückzug (Regression, Hospitalismus) sein.

## Fünf Gruppen der totalen Institutionen nach Zielsetzungen
- zur Fürsorge von unselbstständigen und harmlosen Menschen (Blinden-, Alters-, Kinderheime, Waisenheime, Säuglingsheime und psychiatrische Kliniken)
- zur Fürsorge von unselbstständigen Personen, die in irgendeiner Weise eine Gefahr für die Gesellschaft darstellen (Tuberkulosesanatorien, forensisch-psychiatrische Kliniken)
- zum Schutz der Gesellschaft vor Personen, die als gefährlich angesehen werden; nicht primär zum Wohle der abgesonderten Personen (Gefängnisse, Kriegsgefangenenlager, Konzentrationslager)
- mit arbeitsähnlichen Zielen (Kasernen, Internate, Schiffe, Arbeitslager)
- als Zufluchtsort oder religiöse Ausbildungsstätten (Abteien, Klöster)

Ungeachtet der verschiedenen Ziele sei das zentrale Merkmal der Institutionen „die Handhabung einer Reihe von menschlichen Bedürfnissen durch die bürokratische Organisation ganzer Gruppen von Menschen“, aus der automatisch eine Trennung zwischen Verwaltern (dem Personal) und Verwalteten (den Insassen) entsteht. Diese Trennung ist die Hauptquelle von sozialen Konflikten und Problemen innerhalb der Institution.
Inwieweit auch moderne Alten- und Pflegeheim Merkmale einer totalen Institution aufweisen, ist Gegenstand soziologischer Untersuchungen. In einer Studie wurde eine Einordnung als „Pseudo-Totale-Institution“ vorgeschlagen.